# 皮葛
弗朗西斯·泰勒·皮葛（英語：Sir Francis Taylor Piggott，1852年4月25日—1925年3月12日），是一位英國法律學家及作家。

## 生平
皮葛1852年出生於英國倫敦，在巴黎長大。就讀並畢業於劍橋大學三一學院，之後回到英國成為一名律師。
1881年結婚，育有兩名兒子。
1887年開始為日本首相伊藤博文工作，擔任三年的憲法顧問。
1905年獲爵士頭頭銜。1905年至1912年間任香港首席按察司，任內見證香港最高法院大樓（今香港終審法院大樓）落成。
1925年於倫敦過世。
皮葛曾出版過兩本小說（以為筆名），亦出版過有關日本藝術書籍，並於倫敦舉辦過書展。法學方面的作品包括書籍及一些論文。